# Громаков, Николай Антонович
Николай Антонович Громаков (13 октября 1914, Ртищево — 9 апреля 2005, там же) — машинист первого класса пассажирских поездов, депутат Верховного Совета РСФСР.

## Биография
Николай Громаков родился 1914 году, в семье железнодорожника. Отец — Антон Иванович Громаков работал помощником машиниста. После окончания в 1928 году школы Николай поступил на работу в Ртищевскую дистанцию пути сезонным рабочим.
В 1930 году Николай Громаков перешёл в паровозное депо Ртищево, где работал обтирщиком паровозов. В 1933 году он работал уже слесарем по ремонту паровозов, одновременно без отрыва от производства окончил курсы помощников машинистов. С группой товарищей Громаков организовал в депо первый комсомольский паровоз, восстановив худшую по техническому состоянию на то время в депо машину серии ОД № 386. Это был первый крупный успех Громакова.
В 1936 году Н. Громаков окончил курсы паровозных машинистов. Он первым в депо начал водить по своему участку большегрузные маршруты. Он брал составы на 300—400 тонн больше нормы и доставлял их к месту назначения с перевыполнением технической скорости на 5—6 км/ч.
В 1937 году Николая Громакова избрали секретарём комитета комсомола паровозного депо Ртищево-1; после вступления в партию он руководил цеховой партийной организацией депо.
В 1939 году Н. А. Громакову было присвоено звание машиниста первого класса. Он был в числе немногих, кто осваивал высокоскоростные пассажирские паровозы серии Мр, которые поступили в депо Ртищево в том же году. Накануне войны он участвовал в работе первого областного съезда железнодорожников в Саратове.
В годы Великой Отечественной войны Николай Громаков водил тяжеловесные скоростные поезда в Подмосковье, к Воронежу, на станции Филоново, Арчеда, Качалино Сталинградского фронта. Однажды ему пришлось быть в пути 96 часов подряд, без смены поездной бригады.
После войны Николай Антонович продолжил работать машинистом паровоза. Одним из первых в депо он начал соревнование за увеличение пробега паровоза между подъёмочным ремонтом. Благодаря тщательному уходу за машиной, бригада, возглавляемая Громаковым, сумела довести пробег локомотива между обточками сначала до 56 тысяч километров, а затем до 75 тысяч километров вместо 55 тысяч километров по норме. К 1955 году Громаков довёл пробег локомотива между подъёмочными ремонтами до 100603 километров, что являлось наилучшем показателем в депо Ртищево.
В течение ряда лет Н. А. Громаков избирался депутатом Ртищевского городского Совета депутатов трудящихся и членом горкома КПСС. В 1955 году Николая Антоновича Громакова избрали депутатом Верховного Совета РСФСР IV-го созыва по Ртищевскому избирательному округу № 222.
В 1969 году Н. А. Громаков вышел на заслуженный отдых, пенсионер республиканского значения. В 1996 году ему было присвоено звание «Почётный гражданин города Ртищево».
Умер Николай Антонович Громаков 9 апреля 2005 года.

## Награды и звания
- Орден Трудового Красного Знамени
- Медаль «За трудовое отличие»
- Медаль «За доблестный труд в Великой Отечественной войне 1941—1945 гг.»
- Почётный железнодорожник СССР
- Почётный гражданин города Ртищево (1996)